# 張育漢
張育漢（Chong Yee Han，1994年10月11日—），馬來西亞男子羽毛球运动员。

## 簡歷
張育漢從8歲開始打羽毛球，在馬六甲羽總下訓練。
2015年12月，張育漢在馬來西亞全国羽毛球大奖赛总决赛的男單準決賽中，以2比1（16-21、22-20、21-19）爆冷淘汰次號种子吳順發，但最終在決賽以0比2（8-21、10-21）不敵伊斯干达·祖卡奈因·再努丁，奪得亞軍。

## 主要比賽成績
只列出曾進入準決賽的國際賽事成績：
| 年份   | 賽事                     | 公開賽級別 | 項目     | 拍檔   | 成績   |
| ------ | ------------------------ | ---------- | -------- | ------ | ------ |
| 2012年 | 馬來西亞羽毛球國際挑戰賽 | 國際挑戰賽 | 男子雙打 | 陈健铭 | 準決賽 |
| 2017年 | 印度羽毛球國際系列賽     | 國際系列賽 | 男子單打 | －     | 亞軍   |
| 2019年 | 緬甸羽毛球國際系列賽     | 國際系列賽 | 男子單打 | －     | 準決賽 |

| 2007-2017年 | 首要超級賽 | 超級賽 | 黃金大獎賽 | 大獎賽 | 國際挑戰賽 | 國際系列賽 | 未來系列賽 | 其他 |

| 2018-2026年 | 總決賽 | 超級1000賽 | 超級750賽 | 超級500賽 | 超級300賽 | 超級100賽 | 國際挑戰賽 | 國際系列賽 | 未來系列賽 | 其他 |